# Calvatia excipuliformis
Calvatie en coupe
Espèce
Calvatia excipuliformis est une espèce de champignons basidiomycètes de la famille des Lycoperdaceae ou des Agaricaceae selon la classification retenue.

## Synonymes
- Lycoperdon excipuliforme
- Handkea excipuliformis

## Description

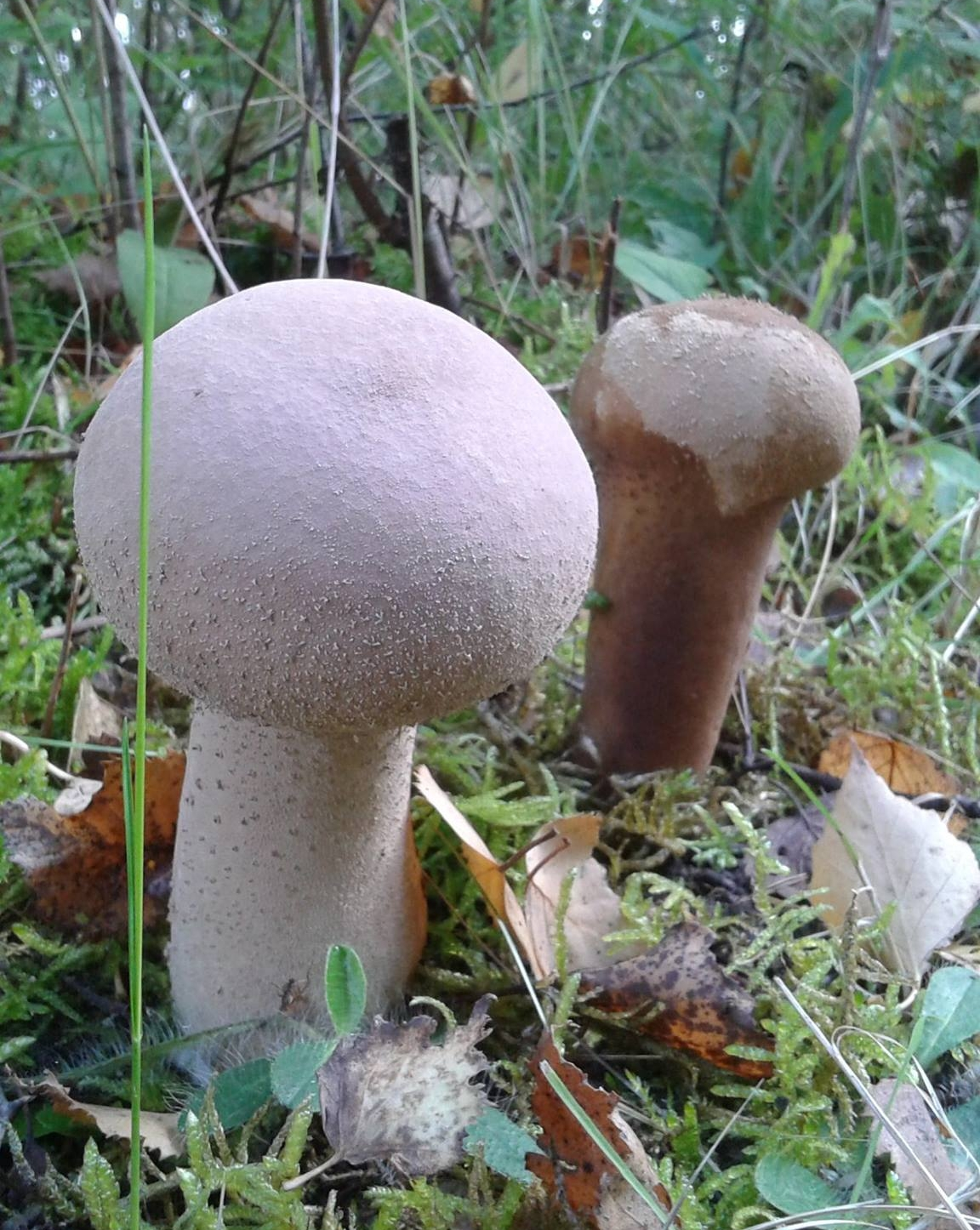
Calvatie en coupe

Carpophore de 3 à 8 cm de haut, en forme de massue, blanchâtre, devenant progressivement de couleur crème, puis brunâtre en vieillissant.
Les spores sont libérées par la déchirure de la partie supérieure du carpophore.

## Taxinomie
Ce champignon a été placé dans les genres Bovista, Lycoperdon, Calvatia et Utraria. En 1989, le mycologue allemand Hanns Kreisel a décrit le genre Handkea, qui rassemble les espèces du genre Calvatia possédant des caractères microscopiques spécifiques : elles ont un type unique de capillitium (une hyphe très épaisse de la glèbe), avec des fentes courbes au lieu des spores habituels. Bien qu'accepté par certains auteurs, ce genre a été rejeté par d'autres.
Des analyses phylogénétiques publiées en 2008 montrent que le genre Handkea peut être regroupé dans un clade avec certaines espèces d'autres genres, notamment de Lycoperdon, Vascellum, Morganella (en), Bovistella (en) et Calvatia. Publiée la même année, une autre analyse portant sur la structure d'une partie de l'ADN non codant de l'ADN ribosomal a confirmé que l'espèce H. utriformis est étroitement apparentée à Lycoperdon echinatum.

## Habitat
Il se développe aussi bien sous résineux que sous feuillus.